# Deutsche Reichsbahn
Pour les articles homonymes, voir DR et DRG.
Pour l’article homonyme, voir Deutsche Reichsbahn (RDA) pour les chemins de fer de la République démocratique allemande.
La Deutsche Reichsbahn (DR, littéralement le « Chemin de fer impérial allemand ») est le nom de la compagnie nationale des chemins de fer allemands créée en 1920 à la suite de la Première Guerre mondiale, par la fusion des différentes compagnies ferroviaires qui relèvent des anciens États de l'Empire allemand. Cette compagnie existe jusqu'à la fin de la Seconde Guerre mondiale, en 1945. 
Elle est fondée par la république de Weimar, sous le nom de « Deutsche Reichseisenbahnen. En 1924, elle est réorganisée sous l'égide de la société portant le nom de « Deutsche Reichsbahn-Gesellschaft » (DRG), le nom courant des chemins de fer étant « Deutsche Reichsbahn ». Après l'Anschluss (le « rattachement ») de l'Autriche en 1938, la DRG prend également en charge l'exploitation de la Bundesbahn Österreich (BBÖ, les chemins de fer fédéraux d'Autriche) puis, après la seconde annexion de l'Alsace-Lorraine en 1940, celle du réseau ferroviaire d'Alsace-Lorraine, et ce jusqu'à la libération de la région par les Alliés en 1944.
Pendant les années qui suivent la Seconde Guerre mondiale, après 1945, les chemins de fer passent sous le contrôle allié et sont répartis selon les quatre zones d’occupation en Allemagne. En Autriche, ils passent sous la coupe de l’Österreichische Bundesbahnen (ÖBB, Chemins de fer fédéraux autrichiens), créés en 1945 et portant ce nom après 1947.
En 1949 en Allemagne de l'Ouest, est créée la Deutsche Bundesbahn (DB, chemin de fer fédéral allemand), tandis que l'Allemagne de l'Est (RDA) prend le contrôle de la DRG sur son territoire, créant la Deutsche Reichsbahn (pour l’Allemagne de l'Est), reprenant ainsi le nom de la compagnie des chemins de fer d’avant 1945 (celle de la république de Weimar puis du Troisième Reich).

## Histoire

### Création
Avant la Première Guerre mondiale, il n'y a pas des chemins de fer publics appartenant au Reich allemand, à l'exception du réseau ferroviaire d'Alsace-Lorraine (Reichseisenbahnen in Elsaß-Lothringen), dont la direction générale impériale est établie à Strasbourg. Il s'agit des réseaux ferrés de la Compagnie des chemins de fer de l'Est en Alsace-Lorraine qui ont été cédés par la République française à l'Allemagne. Après 1918, ils retournent à la France.
Dans le reste de l'Empire allemand, la direction des chemins de fer est de la compétence des États membres. Depuis la fondation du Reich en 1871, le gouvernement du chancelier Otto von Bismarck a pris des initiatives pour acquérir les axes ferroviaires principaux, qui ont échoué en raison de la résistance opposée par les États fédérés représentés au Bundesrat. Ce n'est qu'à la fin de la Première Guerre mondiale que les chemins de fer, dégradés, sont repris par le Reich. 

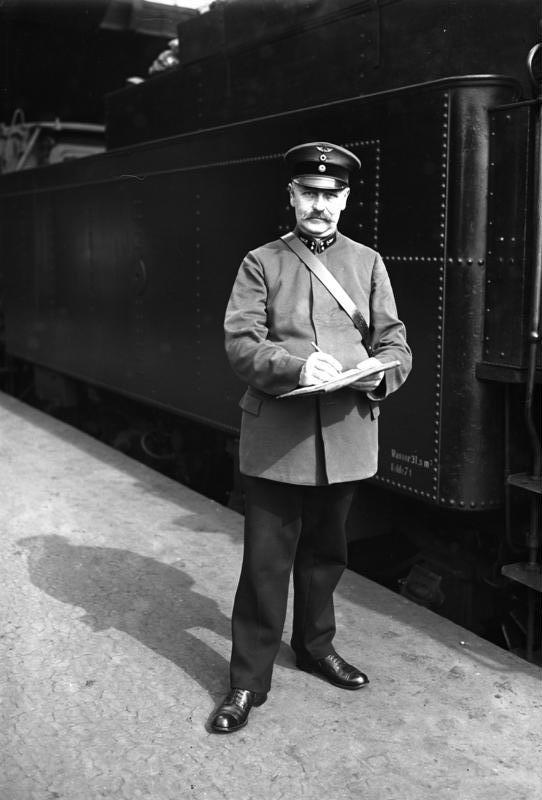
Un conducteur en 1928.

Conformément aux dispositions afférentes de la Constitution de Weimar promulguée le 11 août 1919, un accord sur la mise en place des Deutsche Reichseisenbahnen (littéralement, les Chemins de fer impériaux allemands) est signé le 1er avril 1920 par les huit États propriétaires des compagnies ferroviaires préexistantes suivantes :
- les Chemins de fer d'État de la Prusse ;
- les Chemins de fer royaux bavarois ;
- les Chemins de fer royaux saxons ;
- les Chemins de fer royaux wurttembourgeois ;
- les Chemins de fer d'État du grand-duché de Bade ;
- les chemins de fer d'État du grand-duché de Hesse ;
- les chemins de fer d'État du grand-duché d'Oldenbourg ;
- les chemins de fer du grand-duché de Mecklembourg.

L'union de ces compagnies d'État se fait par le décret du ministère des Transports du Reich du 5 mai 1920. Elle est rendue nécessaire par la nouvelle Constitution, qui attribue la responsabilité des chemins de fer au gouvernement national de la république de Weimar qui, comme sous l'État allemand d'avant la Première Guerre mondiale, était connu sous le nom de Deutsches Reich (traduction littérale : « Empire allemand »). Les chemins de fer du territoire du bassin de la Sarre n'y sont pas intégrés. Par arrêté de Wilhelm Groener, ministre des Transports, du 27 juin 1921, le réseau ferroviaire s'appellera Deutsche Reichsbahn.

### Société de la Reichsbahn
Jusqu'en 1924, la Reichsbahn est subordonnée directement au ministère des Transports. Le plan Dawes signé le 16 août 1924 prévoit que dans le cadre des réparations de la Première Guerre mondiale les chemins de fer d'État de l'Allemagne seront gagés au profit des créanciers ; pour ce faire, ils sont transformés en entreprise ferroviaire, la Deutsche Reichsbahn-Gesellschaft, dont l'État allemand détenait les parts. La nouvelle disposition était déjà en vigueur par ordonnance du ministre Rudolf Oeser le 12 février 1924, la société ferroviaire est constituée par la loi du 30 août. En même temps, elle est grevée d'une obligation de 11 milliards de mark-or au profit des vainqueurs de la Guerre. Le capital social souscrit à la création de l'entreprise est de 15 milliards de mark-or. M. Oeser lui-même occupe le poste de directeur général, il est remplacé par Julius Dorpmüller qui préside l'entreprise de 1926 à 1945. La direction est placée sous la tutelle d'un conseil d'administration qui réunit des représentants du gouvernement du Reich et des créanciers sous la présidence de l'industriel Carl Friedrich von Siemens.
La Reichsbahn est fortement touchée par la Grande Dépression et les sorties de trésorerie des réparations (à peu près 660 millions de reichsmarks par an). Ce n'est qu'à la conférence de Lausanne en 1932 que la société est dégagée de ses obligations financières.
Depuis la constitution de la société, la Reichsbahn s'efforce constamment d'harmoniser le matériel roulant, notamment des locomotives à vapeur issues du stock des anciennes compagnies ferroviaires des États allemands. Néanmoins, du fait de sa situation financière difficile, l'acquisition de véhicules ne peut pas se faire en grand nombre. Jusque dans les années 1930, les locomotives des différents Länder sont très présentes sur les réseaux, telles que les machines P8 et G12 Prusse. Le réseau de transport est largement orienté est-ouest, c'est-à-dire avant tout les axes ferroviaires de la ligne de Prusse-Orientale traversant le corridor de Dantzig, les lignes de Berlin à Hambourg, à Hanovre et à la région de Ruhr, la ligne via Francfort-sur-le-Main vers le sud-ouest de l'Allemagne et la ligne de Berlin à Wrocław. En 1935, le réseau ferré national s'étendait sur 68 728 kilomètres, dont 30 330 kilomètres des lignes principales.

### La Reichsbahn sous le Troisième Reich

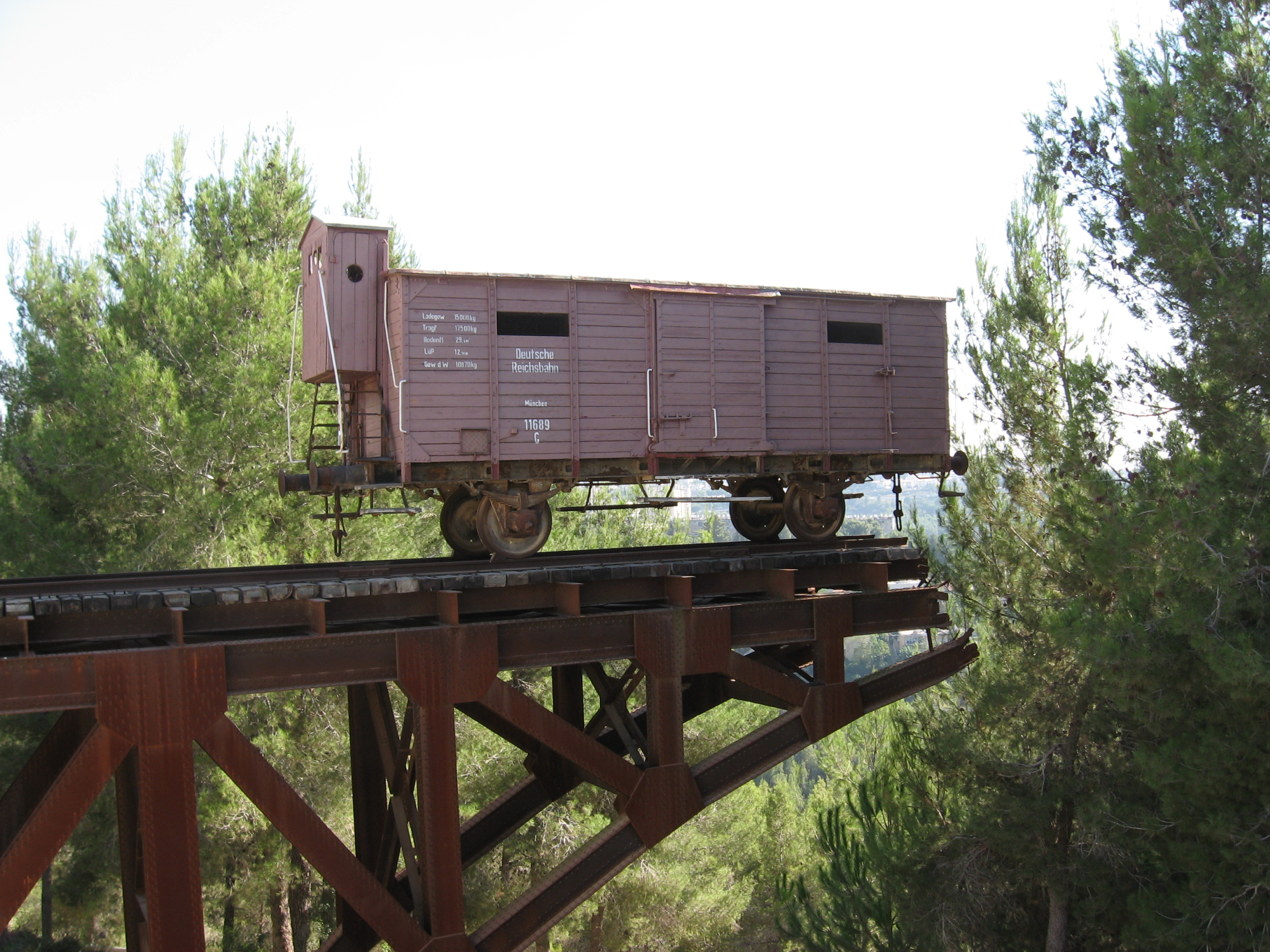
Un wagon couvert de la Reichsbahn, exposé à Yad Vashem.

Peu après que le régime nazi ait établi son pouvoir le 30 janvier 1933, une nouvelle disposition sur les rapports juridiques des organes de la Reichsbahn est engagée. Déjà au 27 juin, le gouvernement adopte un décret par lequel l'administration des Reichsautobahnen est soumise à l'autorité de la direction de la société de la Reichsbahn. Le directeur général, Julius Dorpmüller, s'est entouré d'hommes politiques nazis. Le directoire pousse le développement d'un réseau de grande vitesse, notamment avec des autorails. En fait, l'évolution des véhicules circulant rapidement avait déjà commencé sous la république de Weimar : le 21 juin 1931, le Schienenzeppelin avait battu le record de vitesse sur rail avec 230,2 km/h.
Néanmoins, l'objectif premier du gouvernement d'Adolf Hitler est de soustraire la Reichsbahn à l'emprise des vainqueurs de la Première Guerre mondiale. Par la loi du 10 février 1937, la société ferroviaire est placée sous l'autorité immédiate du Reich allemand. Le 18 mars 1938, à la suite de l'annexion de l'Autriche par l'Allemagne nazie, la Bundesbahn Österreich (BBÖ, « chemin de fer fédéral d'Autriche ») est intégrée dans la Deutsche Reichsbahn. Le réseau ferré joue, en outre, un rôle important dans l'occupation du Sudetenland à la suite des accords de Munich en octobre 1938 et le démantèlement de la République tchécoslovaque en mars 1939.
Entre 1933 et 1937, le chemin de fer achète moins de 2 000 nouveaux wagons de marchandises par an, une fraction de ce qui aurait été nécessaire pour compenser l'usure. En conséquence, le nombre de wagons de marchandises en bon état est passé d'une moyenne de plus de 670 000 wagons à la fin des années 1920 à moins de 575 000 en 1937. La Reichsbahn a fait de son mieux pour compenser cela en utilisant plus efficacement sa flotte en diminution. Mais, à partir de 1937, l'écart entre le volume du trafic et la capacité du réseau ferroviaire se creuse inexorablement.
Avec le début de la Seconde Guerre mondiale, au 1er septembre 1939, la Reichsbahn garantit le déploiement rapide des forces de la Wehrmacht lors de l'invasion de la Pologne, puis lors de l'attaque du Danemark et de la Norvège (Unternehmen Weserübeung) en avril 1940, lors de la bataille de France en mai/juin 1940 puis lors de la campagne des Balkans en 1941. Le 1er juillet 1940, à la suite de l'annexion de l'Alsace et d'une partie de la Lorraine, consécutive à l’armistice du 22 juin 1940 qui acte la défaite française, le réseau Alsace-Lorraine, dépendant de la SNCF, est rattaché à la Deutsche Reichsbahn. Les chemins de fer de tous les pays occupés, réseau et matériel roulant, sont intégrés dans son réseau. Les seuls chemins de fer français, néerlandais et belges ont fourni à l'Allemagne 4 260 locomotives et 140 000 wagons, des chiffres qui ont éclipsé les investissements du Reich dans le matériel roulant pendant les années 1930. 
En décembre 1944, lors de la préparation de la bataille des Ardennes, il est possible de déployer des dizaines de milliers de soldats en peu de temps. Durant la période suivante, les forces de la 6. Panzerarmee sont transférées à la Hongrie. 
En ce qui concerne l'invasion de l'Union soviétique (Unternehmen Barbarossa) commençant le 22 juin 1941, la logistique s'avère plus difficile, principalement en raison du réseau à voie large. Lors de son retrait, les forces de l'Armée rouge démolissent les installations ferroviaires. Pour vaincre les grandes distances, la Wehrmacht a déployé maints efforts pour reconstruire 16 148 kilomètres des chemins de fer soviétiques à voie normale.
La logistique de la Reichsbahn est une ressource importante pour la déportation et l'extermination de millions de juifs pendant la Shoah. Les transports vers les camps d'extermination s'effectuent dans une grande mesure avec des wagons couverts bondés afin de terrasser, de tuer et d'humilier les victimes.

### Dissolution et reconstitution après la Seconde Guerre mondiale

Logo de la Reichsbahn de la RDA de 1945 à 1993.

Après la fin de la guerre, en 1945, la Deutsche Reichsbahn continue d'exister juridiquement, mais l'exploitation des chemins de fer se fait sur plusieurs secteurs géographiques, selon les occupants des zones concernées ; une circulation interzones se met en place. Quelques jours avant la capitulation du Troisième Reich déjà, le 27 avril 1945, les chemins de fer autrichiens recouvrent leur indépendance, en tant que chemins de fer de l'État autrichien (« Österreichische Staatseisenbahn » ou « ÖStB »). Le 5 août 1947. Cette compagnie est rebaptisée  du nom de « chemins de fer fédéraux autrichiens » (Österreichische Bundesbahnen ou ÖBB).
Ainsi, jusqu'en 1949, chaque puissance occupante en Allemagne occupée exploite le réseau ferré dans la zone qu'elle administre : le matériel est affecté à un dépôt et chaque dépôt est pris en charge par l'un des occupants en fonction de sa situation géographique ou, pour les anciens territoires de l'Est perdus par le Troisième Reich au profit d’État frontaliers, transféré aux États concernés.
Le fonctionnement du réseau est rendu difficile par les réparations que s'octroient les quatre puissances alliées occupantes (États-Unis, France, Royaume-Uni, Union soviétique), non seulement dans la zone soviétique, où l'on démonte des rails sur plusieurs sections à deux voies de l'axe Francfort-Berlin-Halle/Leipzig-Erfurt, mais aussi dans la zone française où le matériel roulant, moteur ou non, à destination de la France ne revient pas toujours. Les installations électriques et du matériel roulant (sauf les bogies) des lignes entre Magdebourg, Halle et Leipzig sont également expédiées en Union Soviétique en mars 1946.
Dans les trois zones d'occupation occidentale, le réseau ferroviaire est progressivement réunifié, d'abord dans le cadre de la Bizone (1946) puis de la Trizone (1947). Finalement, après la fondation de la République fédérale d'Allemagne en mai 1949, une nouvelle compagnie, la Deutsche Bundesbahn (DB), est créée le 7 septembre suivant. L'accord issu de la conférence de Potsdam entre les trois vainqueurs de la guerre prévoit en outre que la Deutsche Reichsbahn conserve la gestion du réseau de chemin de fer pour l'ensemble des quatre zones d'occupation à Berlin. Dans la zone orientale, la Deutsche Reichsbahn reste la compagnie d'État de la République démocratique allemande, comme son nom l'indique (« Chemin de fer de l'État allemand »).
Ce partage, qui est une source importante de devises pour la RDA, n'est pas sans créer certaines frictions et le réseau des trains de banlieue de la ville (S-Bahn), boycotté par les voyageurs de Berlin-ouest à partir de la construction du mur de Berlin et peu entretenu, notamment à l'ouest, perd de son importance. Il est finalement transféré à la Berliner Verkehrsbetriebe en 1984, quelques années avant la réunification.

## Films produits par la Deutsche Reichsbahn
- 1935 : L'Animal d'acier de Willy Zielke[2]